# Jacky Poulier
 (septembre 2021).
Si vous disposez d'ouvrages ou d'articles de référence ou si vous connaissez des sites web de qualité traitant du thème abordé ici, merci de compléter l'article en donnant les références utiles à sa vérifiabilité et en les liant à la section « Notes et références ».
Omer Poulier, dit Jacky Poulier, né le 10 septembre 1951 à Pointe-à-Pitre en Guadeloupe, est un sculpteur français.

## Biographie
Professeur de Sciences de la vie et de la Terre et sculpteur, ayant toujours eu une passion pour le dessin, Jacky Poulier s'oriente vers la sculpture et travaille différents matériaux : terre, cordes, plâtre, époxy, le fer, etc.

## Œuvres

### Sculptures

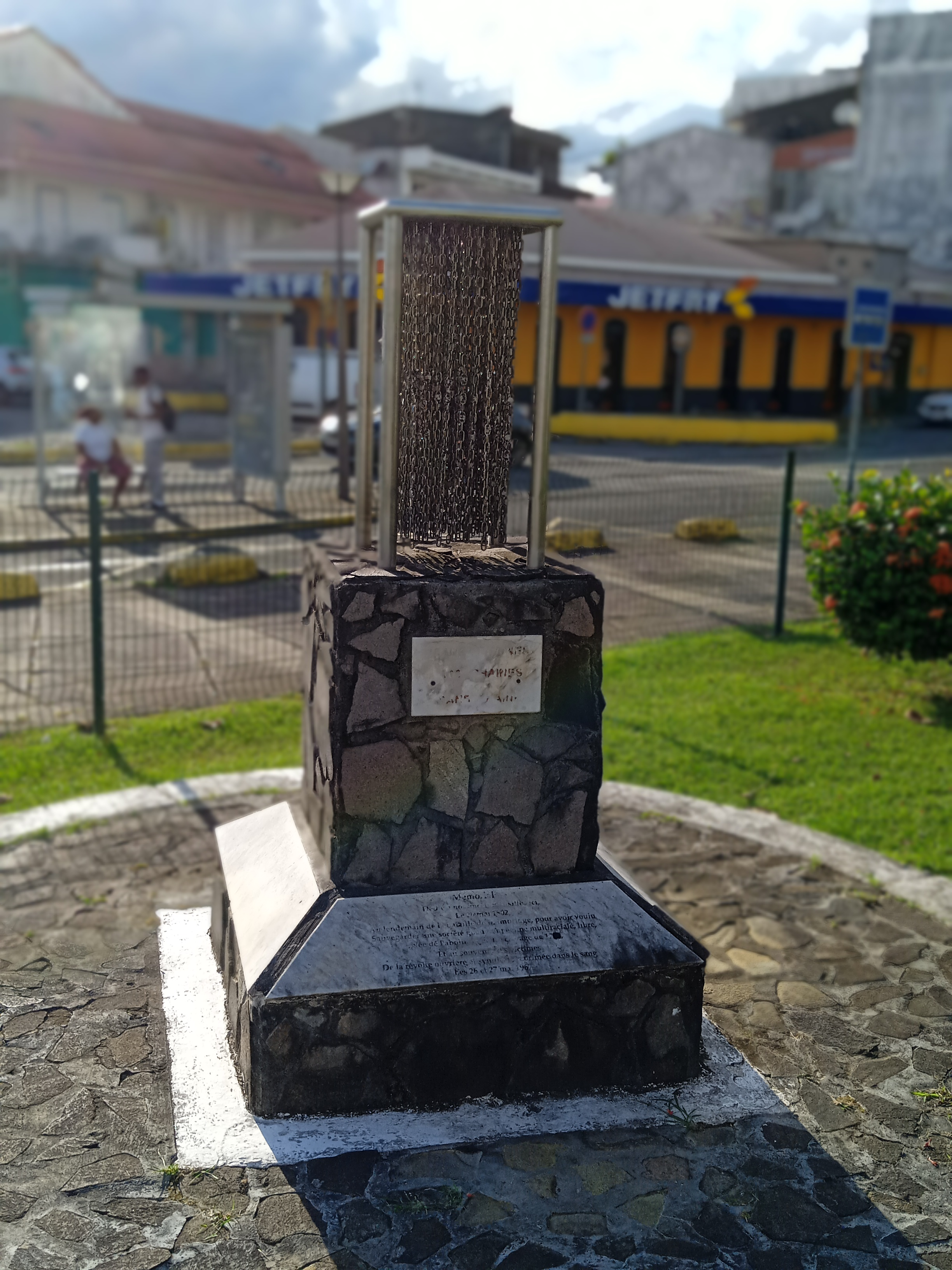
Sang, chaînes ; 100 chaînes ; Sans chaîne.

- Joseph Ignace (1769 ou 1772-1802) , 1998, mort lors de sa lutte contre le rétablissement de l'esclavage, statue érigée au carrefour de Mortemol aux Abymes
- La mulâtresse Solitude[1] (1772-1802), 1999, statue érigée au carrefour de Lacroix, sur le Boulevard des Héros, aux Abymes[2]
- Monument du 50e anniversaire de la S.I.G., 2001
- Mémorial Louis Delgrès, 2001, à Dugazon aux Abymes
- Monument des 100 chaînes, 2003, pierre et fer, place de la Victoire à Pointe-à-Pitre. Ce monument commémore deux événements : l'exécution le 26 mai 1802 d'une centaine d'insurgés luttant pour l'abolition de l'esclavage, et la révolte ouvrière et syndicale de 1967 ayant fait plus de 60 victimes.

## Expositions
- Première exposition personnelle à la salle Rémy Nainsouta à Pointe-à-Pitre en 1995
- « Indigo 96 », Fort Fleur d'épée à Gosier en août 1996
- « Couleurs Outre-Mer » au fort Delgrès à Basse-Terre, décembre 1996
- Exposition avec le peintre J. Rô au centre Manioukani à Rivière-Sens en mars 1997
- Exposition personnelle à la salle Nainsouta de Pointe-à-Pitre, juillet 1997
- « Indigo 97 », Centre des Arts de Pointe-à-Pitre, août 1997
- Exposition collective à la Galerie Espace-Vert au Centre Commercial Continent, septembre 1997
- « Negropolitan Museum », musée L'Herminier à Pointe-à-Pitre, du 20 novembre au 19 décembre 2009
- Exposition personnelle à la salle Rémy Nainsouta de Pointe-à-Pitre en Juin 2015